# El-Mannan Mohsin Atta
El-Mannan Mohsin Atta (arab. المنان محسن عطا; ur. w 1948) – sudański piłkarz grający na pozycji napastnika, olimpijczyk.
28 sierpnia 1972 zagrał w pierwszym spotkaniu olimpijskim, w którym rywalem byli piłkarze Meksyku. Jego reprezentacja przegrała 0–1. Wystąpił również w dwu kolejnych spotkaniach: w przegranym 1–2 meczu ze Związkiem Radzieckim, oraz w ostatniej potyczce grupowej z drużyną Birmy, również przegranej (0–2). Sudańczycy odpadli z turnieju po fazie grupowej.
Znalazł się w kadrze Sudanu na Pucharze Narodów Afryki 1972. Atta wystąpił wyłącznie w ostatnim spotkaniu fazy grupowej z drużyną Kongo, w 89. minucie wszedł na boisko za Ahmeda Busharę Wahbę. Sudan odpadł po fazie grupowej.